# Lisa Fruchtman
Lisa Fruchtman est une monteuse américaine née en août 1948 à New York (État de New York).

## Biographie
Après avoir obtenu un diplôme à l'Université de Chicago, elle déménage en 1974 à San Francisco où elle commence sa carrière de monteuse.

## Filmographie (sélection)
- 1974 : Le Parrain 2 (Mario Puzo's The Godfather: Part II) de Francis Ford Coppola
- 1979 : Apocalypse Now de Francis Ford Coppola
- 1980 : La Porte du paradis (Heaven's Gate) de Michael Cimino
- 1983 : L'Étoffe des héros (The Right Stuff) de Philip Kaufman
- 1986 : Les Enfants du silence (Children of a Lesser God) de Randa Haines
- 1990 : Le Parrain 3 (Mario Puzo's The Godfather: Part III) de Francis Ford Coppola
- 1997 : Le Mariage de mon meilleur ami (My Best Friend's Wedding) de P.J. Hogan

## Distinctions

### Récompenses
- Oscars 1984 : Oscar du meilleur montage pour L'Étoffe des héros

### Nominations
- Oscar du meilleur montage
  - en 1980 pour Apocalypse Now
  - en 1991 pour Le Parrain 3
- British Academy Film Award du meilleur montage en 1980 pour Apocalypse Now